# Rourea gracilis
Rourea gracilis är en tvåhjärtbladig växtart som beskrevs av Schellenb.. Rourea gracilis ingår i släktet Rourea och familjen Connaraceae. Inga underarter finns listade i Catalogue of Life.